# He's a Liar
He's a Liar is een nummer van de Britse band Bee Gees uit 1981. Het is de eerste single van hun zestiende studioalbum Living Eyes.
Met "He's a Liar" nemen de Bee Gees afscheid van hun discotijdperk, en leggen ze zich meer toe op de traditionele popmuziek. Hierdoor waren radiostations terughoudend om dit nummer te spelen, omdat de Bee Gees wel in een discohokje geplaatst waren. Het nummer flopte dan ook in thuisland het Verenigd Koninkrijk, waar het geen enkele hitlijst bereikte. Wel werd het een bescheiden hit in de Verenigde Staten, waar het tot een 30e positie kwam de Billboard Hot 100. Ook in het Nederlandse taalgebied werd de plaat een bescheiden hit; met een 12e positie in de Nederlandse Top 40 en een 15e in de Vlaamse Radio 2 Top 30.